# Artur da Silva Bernardes

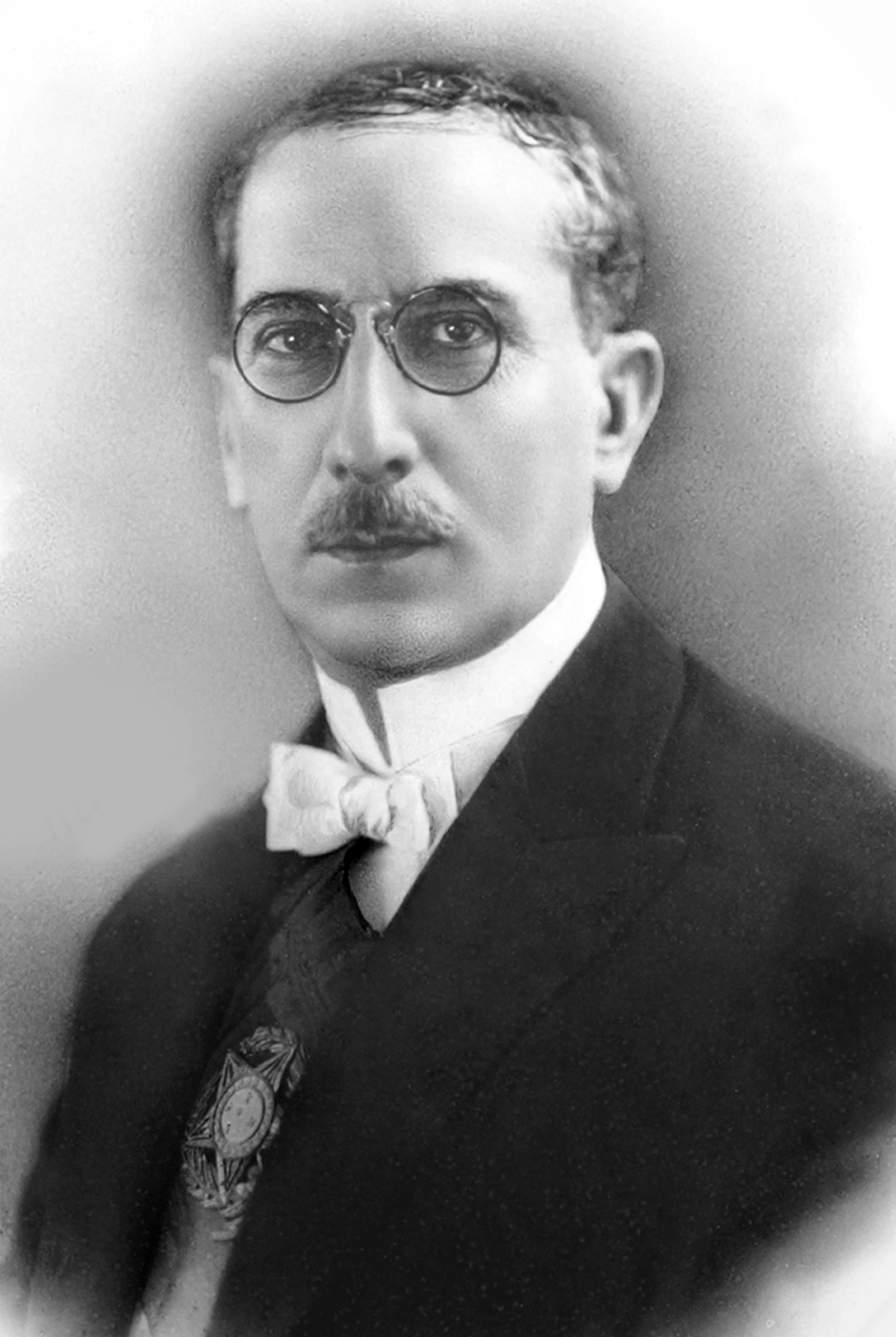

Artur da Silva Bernardes (ur. 8 sierpnia 1875 w Viçosa, zm. 23 marca 1955 w Rio de Janeiro) – brazylijski polityk, działacz  partii Partido Republicano Mineiro, prawnik.
Pełnił mandat deputowanego do Izby Deputowanych (1909–1910, 1915–1918, 1935–1937, 1946–1955) i senatora (1927–1930). W latach 1910–1914 zajmował stanowisko sekretarza finansów stanu Minas Gerais. Od 1918 do 1922 był gubernatorem Minas Gerais. W latach 1922–1926 sprawował urząd prezydenta Brazylii. 